# NXT UK Women's Championship
O Campeonato Feminino do NXT UK (em inglês: NXT UK Women's Championship) foi um título feminino de luta livre profissional criado e disputado na WWE, mas precisamente no território de desenvolvimento britânico da empresa, o NXT UK. Foi introduzido nas gravações do WWE United Kingdom Tournament (2018) em 18 de junho de 2018. A campeã inaugural foi Rhea Ripley, enquanto Meiko Satomura foi a última campeã.

## História
Durante as gravações do WWE United Kingdom Tournament (2018), Triple H e Johnny Saint anunciaram o estabelecimento da divisão NXT UK, baseada no Reino Unido, bem como a criação do título feminino e do título de duplas. Foi anunciado que um torneio de dois dias e oito lutadoras coroaria a primeira campeã nas gravações do NXT UK em Birmingham, em 25 e 26 de agosto de 2018, com as quartas-de-finais no primeiro dia e as semifinais e final no segundo. Rhea Ripley derrotou Toni Storm na final do torneio para sagrar-se a primeira campeã.
|  | Quartas-de-final | Quartas-de-final | Quartas-de-final |            |  | Semifinais | Semifinais | Semifinais |  |  | Final | Final       | Final |
|  |                  |                  |                  |            |  |            |            |            |  |  |       |             |       |
|  |                  | Dakota Kai       |                  |            |  |            |            |            |  |  |       |             |       |
|  |                  | Nina Samuels     |                  |            |  |            |            |            |  |  |       |             |       |
|  |                  |                  | Dakota Kai       |            |  |            |            |            |  |  |       |             |       |
|  |                  |                  |                  |            |  |            |            |            |  |  |       |             |       |
|  |                  |                  | Rhea Ripley      |            |  |            |            |            |  |  |       |             |       |
|  |                  | Rhea Ripley      |                  |            |  |            |            |            |  |  |       |             |       |
|  |                  |                  |                  |            |  |            |            |            |  |  |       |             |       |
|  |                  | Xia Brookside    |                  |            |  |            |            |            |  |  |       |             |       |
|  |                  |                  |                  |            |  |            |            |            |  |  |       | Rhea Ripley |       |
|  |                  |                  |                  | Toni Storm |  |            |            |            |  |  |       |             |       |
|  |                  | Jinny            |                  |            |  |            |            |            |  |  |       |             |       |
|  |                  | Millie McKenzie  |                  |            |  |            |            |            |  |  |       |             |       |
|  |                  |                  | Jinny            |            |  |            |            |            |  |  |       |             |       |
|  |                  |                  |                  |            |  |            |            |            |  |  |       |             |       |
|  |                  |                  | Toni Storm       |            |  |            |            |            |  |  |       |             |       |
|  |                  | Isla Dawn        |                  |            |  |            |            |            |  |  |       |             |       |
|  |                  |                  |                  |            |  |            |            |            |  |  |       |             |       |
|  |                  | Toni Storm       |                  |            |  |            |            |            |  |  |       |             |       |

## Design do título
Assim como a versão masculina do cinturão, o projeto base é semelhante ao Campeonato da WWE, com diferenças notáveis. Em vez de um grande logotipo da WWE, a placa central é modelado com o brasão real de armas do Reino Unido, com o grande leão de Llywelyn e o unicórnio escocês dos lados, enquanto o centro do escudo foi substituído pelo logotipo da WWE; o topo do brasão é composto por uma coroa de jóias. A faixa superior lê-se "United Kingdom" quando na faixa inferior está escrito "Champion". Como o cinturão do Campeonato da WWE, este título apresenta duas placas laterais, ambas separadas por barras divisórias de ouro, com seções redondas removíveis que podem ser substituídas pelo logotipo do atual campeão. As placas padrão apresentam o logotipo da WWE no globo. As placas estão em uma correia de couro branca, assim como os demais títulos femininos da WWE.

## Reinados
| #           | Ordem de reinados na história                    |
| Reinado     | O número de reinados de cada lutadora            |
| Localização | A cidade em que o título foi conquistado         |
| Evento      | O evento em que o título foi conquistado.        |
| —           | Usados para o tempo em que o título estava vago. |

| Nº | Lutador        | Reinado | Data                                     | Dias com o título | Local                  | Evento                     | Notas | Ref.  |
| -- | -------------- | ------- | ---------------------------------------- | ----------------- | ---------------------- | -------------------------- | --- | ----- |
| 1  | Rhea Ripley    | 1       | 26 de agosto de 2018                     | 44                | Birmingham, Inglaterra | NXT UK                     | Derrotou Toni Storm na final de um torneio para tornar-se a primeira campeã. Exibido em 28 de novembro. | [ 2 ] |
| 2  | Toni Storm     | 1       | 12 de janeiro de 2019                    | 231               | Blackpool, Inglaterra  | NXT UK TakeOver: Blackpool | | [ 6 ] |
| 3  | Kay Lee Ray    | 1       | 31 de agosto de 2019                     | 649               | Cardiff, País de Gales | NXT UK TakeOver: Cardiff   | | [ 7 ] |
| 4  | Meiko Satomura | 1       | 10 de junho de 2021 (data que foi ao ar) | 451               | Londres, Inglaterra    | NXT UK                     | A WWE reconhece este reinado como começando em 10 de junho de 2021, quando o episódio foi ao ar com atraso de transmissão. A data real em que a luta ocorreu é desconhecida. | [ 8 ] |
| —  | Unificado      | —       | 4 de setembro de 2022                    | —                 | Orlando, Flórida       | Worlds Collide             | Mandy Rose derrotou Meiko Satomura e Blair Davenport em uma luta triple threat para unificar o Campeonato Feminino do NXT UK com o Campeonato Feminino do NXT. O Campeonato Feminino do NXT UK foi aposentado com Satomura reconhecida como a campeã final. O reinado de Rose continuou como campeã feminina unificada do NXT. | [ 9 ] |

## Lista de reinados combinados
| Pos. | Lutador        | Nº de reinados | Dias combinados |
| ---- | -------------- | -------------- | --------------- |
| 1    | Kay Lee Ray    | 1              | 649             |
| 2    | Meiko Satomura | 1              | 451             |
| 3    | Toni Storm     | 1              | 231             |
| 4    | Rhea Ripley    | 1              | 139             |